# 守谷市立御所ケ丘中学校
守谷市立御所ケ丘中学校（もりやしりつ ごしょがおかちゅうがっこう）は、茨城県守谷市御所ケ丘四丁目に所在する市立中学校。1985年（昭和60年）に守谷中学校から分離した。

## 概要
常総ニュータウン北守谷地区の3小学校の生徒が集まる守谷市内で最も人数の多い学校である。先に開校した御所ケ丘小学校が隣接する。

## 沿革
- 1984年（昭和59年）9月 守谷中学校が過密状態のため、｢第二守谷中学校（仮称）｣として校舎建設開始。
- 1985年（昭和60年）2月21日 臨時議会により校名が｢御所ケ丘中学校｣に決まる。
- 1985年（昭和60年）4月1日 守谷町立守谷中学校より守谷町立御所ケ丘中学校として分離開校。
- 2002年（平成14年）2月2日 市制施行により、守谷市立御所ケ丘中学校に改称。

## 学区
守谷市立御所ケ丘小学校学区、松前台小学校学区、大井沢小学校学区の全域が御所ケ丘中学校の学区となっている。
当初の学区は常総ニュータウン北守谷地区（御所ケ丘、久保ケ丘、松前台、薬師台）全域であり、現在は学区に含まれている板戸井、大山新田、立沢は学区に含まれなかった。これらは大半が守谷中学校よりも御所ケ丘中学校の方が近かったが、都市基盤整備公団が建設した学校であることが理由で、常総ニュータウン地区以外を含めると会計検査院より指摘されるという事情があり、学区に含まれなかった。その後、守谷町（当時）が御所ケ丘中学校を買い取ることによって現在の学区へとなった。

## 教育目標
『自ら考え、正しく判断し、実践力のある生徒の育成 （ほか3つ）』

## 制服
- 令和5年以降
  - ブレザー型の制服、カッターシャツ、ネクタイ、リボン、スラックス、スカート

## 交通
- 関東鉄道常総線新守谷駅徒歩13分
- 関東鉄道バス・「御所ケ丘小入口」下車 徒歩3分

## 出身著名人
- 三村恭代（女優）